# Acanthodactylus blanfordii
Acanthodactylus blanfordii är en ödleart som beskrevs av  George Albert Boulenger 1918. Acanthodactylus blanfordii ingår i släktet fransfingerödlor, och familjen lacertider. Inga underarter finns listade i Catalogue of Life.